# Refus (agronomie)
Pour les articles homonymes, voir Refus.

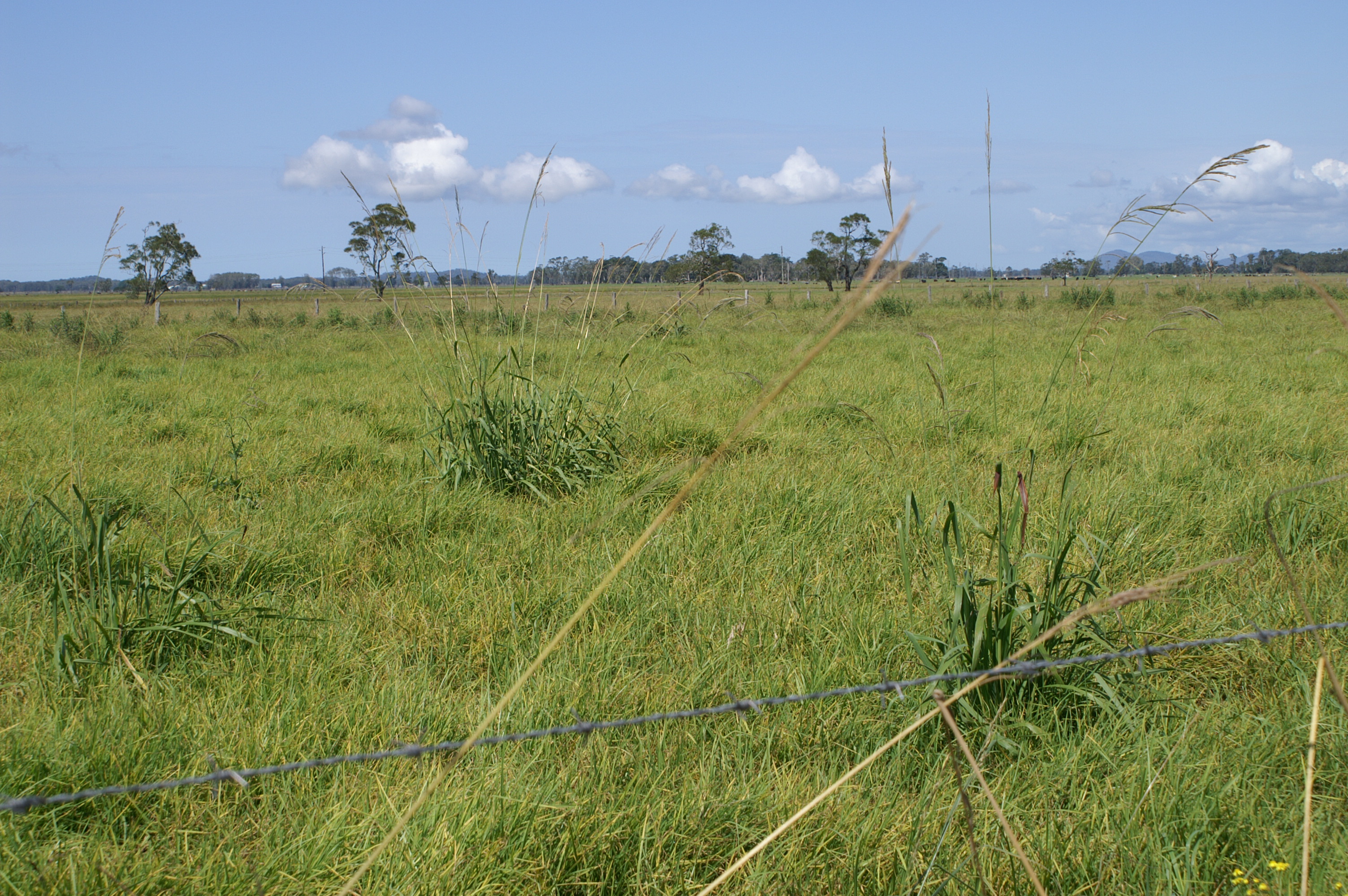
Touffes plus hautes et plus denses de refus de pâtures. Les herbivores pâturent parfois ces zones de refus lorsqu'ils n'ont plus d'autres ressources fourragères.

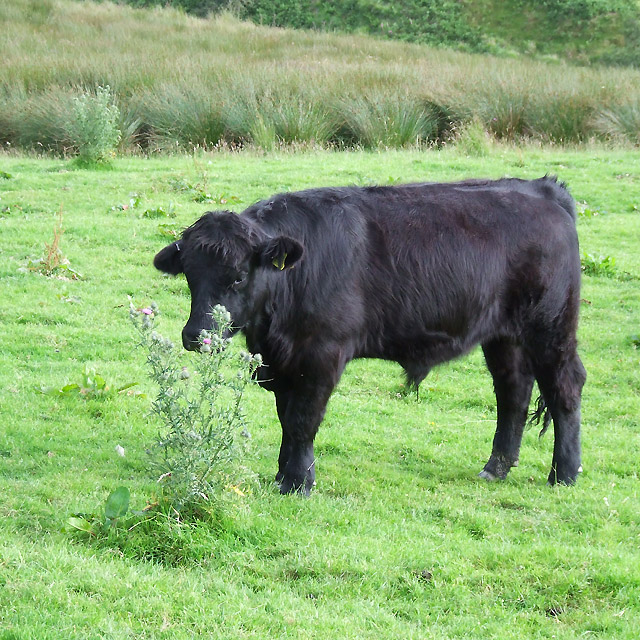
Vache Welsh black qui recherche les plantes les plus appétissantes et délaisse des Cirses qui forment des nids d'herbes dures qui s'étendent en disséminant leurs graines, et peuvent donner à la prairie un aspect mamelonné qui caractérise les pâturages de mauvaise qualité.

En agronomie, on désigne sous le nom de refus les plantes qui sont délaissées par le bétail lors du pâturage. Les causes de ce phénomène sont diverses.

## Motifs des refus
Les plantes ainsi délaissées (espèces de graminées, de joncs, d'oseilles) peuvent être impropres à la consommation parce qu'elles sont toxiques (présence de composés impliqués dans la défense des plantes contre les herbivores : tannins, alcaloïdes…), piquantes, à lignification rapide ou à tiges grossières fibreuses (brome, chiendent, vulpin…). Il peut également s'agir d'un sous-pâturage ou d'un manque d'appétence pour les végétaux concernés. On parle dans ce cas de « refus spécifiques ».
Un cas fréquent de refus concerne des végétaux normalement consommés par un type de bétail, mais poussant autour d'excréments de leurs congénères. Dans ce refus lié à l'odeur de la déjection fraîche, le phénomène est souvent spécifique : les chevaux ou les moutons, par exemple, consomment facilement le refus des bovins. On parle ici de « refus temporaires ». Ainsi, chez les bovins, chaque excrément déposé entraîne, lorsque la ressource fourragère est abondante, la création d'une zone de refus d'environ 6 fois sa propre surface. Cette stratégie comportementale permet de limiter l'ingestion de parasites gastro-intestinaux transmis par contamination fécale.

## Moyens d'action
Le refus constitue un problème dans l'exploitation des pâtures. Plusieurs types d’intervention sont à la disposition de l'éleveur, de la gestion du pâturage (maîtrise du chargement, pâturage en rotation (en), pâturage mixte ou associé, apport d'engrais…) aux interventions mécaniques (ébousage, broyage de refus localisé ou systématique, fauchage…).